# Mary McAleese
Mary Patricia McAleese, nata Leneghan (in irlandese Máire Pádraigín Bean Mhic Ghiolla Íosa; Belfast, 27 giugno 1951), è un avvocato, attivista e politica irlandese, originaria dell'Irlanda del nord, ottavo presidente della Repubblica d'Irlanda.
Ora indipendente, ha fatto parte del Fianna Fáil. Quale unica candidata alle presidenziali del 22 ottobre 2004, si è proclamata rieletta senza il ricorso al voto, secondo le norme costituzionali, per un altro settennato. Il mandato presidenziale è scaduto il 10 novembre 2011 e il giorno successivo è entrato in carica il nuovo presidente eletto Michael D. Higgins.
È membro del Council of Women World Leaders ed è stata classificata da Forbes come la 64° donna più potente del mondo. Nonostante alcune controversie minori, McAleese è rimasta popolare e la sua presidenza è considerata un successo.

## Biografia

### Origini e formazione
Nata con il nome di battesimo di Mary Patricia Leneghan (in irlandese Máire Pádraigín Ní Lionnacháin), è nata e cresciuta ad Ardoyne, ed era la maggiore di nove figli. La sua famiglia fu costretta ad abbandonare la propria casa dai lealisti durante il periodo del conflitto nordirlandese. Frequentò la St. Dominic's High School e la Queen's University Belfast, dove si diplomò nel 1973, e il Trinity College. È stata nominata professore di diritto e criminologia nel 1975, al Trinity College di Dublino, e si è occupata di giornalismo radiofonico.

### Vita privata
Nel 1976 ha sposato Martin McAleese, un ragioniere e dentista, il quale ha assistito sua moglie in alcune delle sue iniziative come presidente. Hanno tre figli: Emma, nata nel 1982, che si è laureata come ingegnere presso l'University College di Dublino e si è laureata come dentista al Trinity College di Dublino; e due gemelli nati nel 1985: Justin, un contabile con un master presso l'University College di Dublino, e SaraMai, che ha conseguito un master in biochimica presso l'Università di Oxford. In vista del referendum sull'uguaglianza matrimoniale del 2015, Justin McAleese ha parlato per la prima volta della crescita gay.

### Dal mondo degli affari alla politica
Nel 1979 ha anche diretto, tra le altre cose, un canale televisivo e la compagnia elettrica nell'Irlanda del Nord, mentre si occupava di disabili. Ritornò all'Università nel 1981. Nel 1987, fu nominata a guidare l'Istituto professionale di studi giuridici, dove venivano addestrati gli avvocati dell'Irlanda del Nord. Nel 1994, è stata nominata Vice Cancelliere della Queen's University.

### Presidente della Repubblica

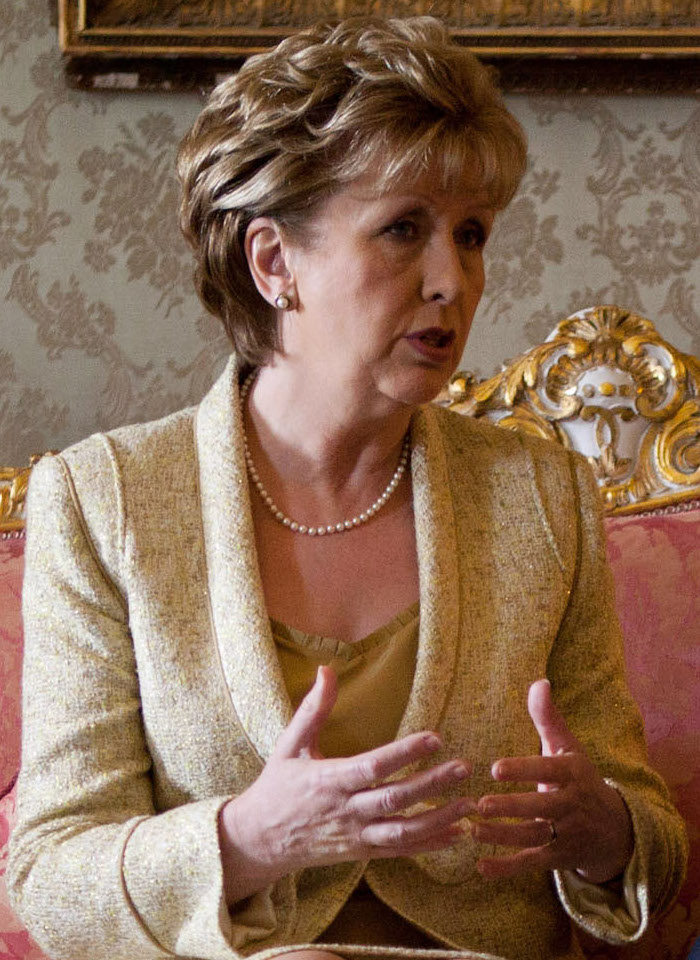
McAleese nel 2011

Cattolica molto attiva, sostiene la riunificazione dell'Irlanda. Candidata del partito Fianna Fáil, è stata eletta presidente nel 1997, sostituendo Mary Robinson come ottava presidente. Lei è il primo capo di stato nato nell'Irlanda del Nord. Il 1º ottobre 2004 a mezzogiorno, fu dichiarata rieletta per un secondo e ultimo periodo di sette anni, essendo un candidato di diritto e nessun candidato aveva corso contro di lei.
McAleese ha usato il suo tempo in carica per affrontare questioni riguardanti la giustizia, l'uguaglianza sociale, l'inclusione sociale, l'anti-settarismo e la riconciliazione. Ha descritto il tema della sua presidenza come "Building Bridges". Questa costruzione di ponti si materializzò nei suoi tentativi di raggiungere la comunità unionista nell'Irlanda del Nord. Questi passaggi includevano la Twelfth of July ad Áras an Uachtaráin e la presa di comunione in una cattedrale della Chiesa d'Irlanda a Dublino, per la quale sostenne alcune critiche da parte di alcune gerarchie cattoliche irlandesi. Anche se praticante cattolico romano, McAleese ha opinioni liberali sull'omosessualità e sulle donne sacerdote.
Nel 2006 è stata classificata come la 55° donna più potente del mondo dalla rivista Forbes. Nel 2007 era al 58º posto.